# 佐々木奈保美
佐々木 奈保美（ささき なおみ、1969年〈昭和44年〉9月28日 - ）は、日本の政治家。立憲民主党所属の衆議院議員（1期）。神奈川県議会議員（2期）、小田原市議会議員（3期）を歴任。議会登録名などは、佐々木ナオミ。

## 来歴
神奈川県小田原市田島生まれ。小田原市立国府津小学校、小田原市立国府津中学校を経て神奈川県立西湘高等学校、和光大学人文学部文学科卒業。教員免許取得。株式会社ステップ勤務を経て鴨宮に学習塾を夫と開業（現ササキ塾）。
2007年4月22日執行の小田原市議会議員選挙に神奈川ネットワーク運動の候補者として立候補し、初当選。市議は3期務めた。
2018年3月、立憲民主党に入党。
2019年4月7日執行の神奈川県議会議員選挙に小田原市選挙区から立憲民主党公認で立候補し、初当選。県議を2期務める。
2024年8月20日、立憲民主党が次期衆院選神奈川17区に佐々木を擁立すると発表。同年10月27日執行の第50回衆議院議員総選挙に重複立候補。これに伴い県議を退職（自動失職）した。選挙区では自由民主党前職の牧島かれんに敗れたが、比例区で復活当選を果たした。

## 県議時代の活動
- 小田原海岸前川地区の越波対策[12]
- 城山多古線、国府津穴部線事業推進[12]
- 森戸川の老朽護岸の早期改修、草刈り等日常管理の計画的な実施[12]、森戸橋下流の護岸崩落に対する緊急対応[13]
- 神奈川県立足柄上病院　産科存続要望活動[14]
- 小田原市立病院と県立足柄上病院との連携推進[15]
- おとなのひきこもり問題[16]

## 政策・主張
- TPPに反対[17]。
- 農業者戸別所得補償制度復活に賛成[18]。
- 防衛力強化、5年で43兆円に強化する必要はない[19]。
- 防衛費増額の財源確保のための増税に反対[19]。
- 非核三原則は維持すべき[19]。
- 日本の集団的自衛権保持には反対、違憲であるとの立場[20][21]。
- 「反撃能力（敵地攻撃能力）」を日本が持つことに反対[22]。
- 南西諸島防衛力強化に反対[22]。
- 防衛費は現状のGDP比1%より減らすべきだ[22]。
- 核シェアリングに反対[23]
- 緊急事態条項創設に反対[19]。
- 現憲法の改正に反対[22]。
- 憲法に自衛隊を明記することに反対[22]。
- 日米関係強化に賛成[22]。
- 日中関係強化に賛成[22]。
- 日韓関係強化に賛成[22]。
- 原子力発電は段階的に廃炉し将来的に全廃することに賛成[24]。
- 労働者の解雇に関する規制を緩和することに反対[24]。
- 同性婚を法律で認めることに賛成[22]。
- 選択的夫婦別姓制度導入に賛成[22]。
- 各種政策で財源確保のために増税すべきではない[22]。
- 富の移転で格差是正を目指す「分配」を重視すべきだ[22]。
- 政治資金パーティーは制度として廃止すべき[24]。
- 選挙のインターネット投票に賛成[24]。

## 国会所属委員会
- 衆議院文部科学委員会[5]

## 党役職
- 政務調査会長補佐[5]

## 所属議員連盟・勉強会
- 立憲民主党消防団支援議員連盟[25]
- 神奈川県行政書士政治連盟[26]
- 立憲民主党勉強会、食料品の消費税ゼロ％を実現する会（仮称）事務局長補佐[27][28]
- 犬猫殺処分ゼロをめざす動物愛護議員連盟[29]

## 選挙歴
| 当落 | 選挙                       | 執行日         | 年齢 | 選挙区         | 政党                   | 得票数     | 得票率 | 定数 | 得票順位 /候補者数 | 政党内比例順位 /政党当選者数 |
| ---- | -------------------------- | -------------- | ---- | -------------- | ---------------------- | ---------- | ------ | ---- | ------------------ | ---------------------------- |
| 当   | 2007年小田原市議会議員選挙 | 2007年4月22日  | 37   | ーー           | 神奈川ネットワーク運動 | 2629票     | ーー   | 28   | 10/33              | /                            |
| 当   | 2011年小田原市議会議員選挙 | 2011年4月24日  | 41   | ーー           | 無所属                 | 1921票     | ーー   | 28   | 20/34              | /                            |
| 当   | 2015年小田原市議会議員選挙 | 2015年4月26日  | 45   | ーー           | 無所属                 | 2457票     | ーー   | 28   | 11/31              | /                            |
| 当   | 2019年神奈川県議会議員選挙 | 2019年4月7日   | 49   | 小田原市選挙区 | 旧立憲民主党           | 1万7081票  | ーー   | 2    | 2/3                | /                            |
| 当   | 2023年神奈川県議会議員選挙 | 2023年4月9日   | 53   | 小田原市選挙区 | 立憲民主党             | 1万8371票  | ーー   | 2    | 2/3                | /                            |
| 比当 | 第50回衆議院議員総選挙     | 2024年10月27日 | 55   | 神奈川県第17区 | 立憲民主党             | 11万1061票 | 49.08% | 1    | 2/2                | 2/6                          |